# Reiley
Reiley, właśc. Rani Petersen (ur. 24 listopada 1997 w Thorshavn) – farerski piosenkarz i influencer. Reprezentant Danii w 67. Konkursie Piosenki Eurowizji (2023).

## Kariera
W 2023 ujawniono, że Reiley będzie uczestnikiem duńskich preselekcji Dansk Melodi Grand Prix 2023 wyłaniającym reprezentanta do 67. Konkursie Piosenki Eurowizji z piosenką „Breaking My Heart”. Początkowo piosenkarzowi groziła dyskwalifikacja z uwagi na to, iż odkryto, że utwór był śpiewany w 2022 podczas festiwalu Slow Life Slow Live w Seulu, co stanowiło naruszenie regulaminu konkursu. Finalnie duński nadawca DR potwierdził, że Reiley nie zostanie zdyskwalifikowany. 11 lutego 2023 wygrał finał Dansk Melodi Grand Prix uzyskując tym samym prawo do reprezentowania Danii w konkursie. 11 maja 2023 wystąpił jako pierwszy w drugim półfinale, ostatecznie nie kwalifikując się do finału. Zajął 14. miejsce na 16 uczestników z 6 punktami, z których wszystkie otrzymał od Islandii. 

## Dyskografia

### Minialbumy
| Rok  | Dane dot. albumu |
| ---- | --- |
| 2021 | BRB, Having an Identity Crisis - Wydany: 27 października 2021 - Wytwórnia: Atlantic Records - Format: streaming, digital download |

### Single
| Rok | Tytuł                    | Najwyższe pozycje na listach | Najwyższe pozycje na listach | Najwyższe pozycje na listach | Album lub EP                   |
| Rok | Tytuł                    | DEN                          | EST Air.                     | LTU Air.                     | Album lub EP                   |
| --- | ------------------------ | ---------------------------- | ---------------------------- | ---------------------------- | ------------------------------ |
| 2021 | „Let It Ring”            | –                            | X                            | X                            | BRB, Having an Identity Crisis |
| 2021 | „Superman”               | –                            | X                            | X                            | BRB, Having an Identity Crisis |
| 2022 | „Blah Blah Blah”         | –                            | X                            | X                            | –                              |
| 2022 | „Moonlight” (oraz AB6IX) | –                            | X                            | X                            | –                              |
| 2023 | „Breaking My Heart”      | 31                           | –                            | –                            | –                              |
| 2023 | „Lovesongs”              | –                            | 81                           | 91                           | –                              |
| „–” oznacza, że singel nie był notowany na danej liście. „X” oznacza, że lista nie istniała w danym okresie. |                          |                              |                              |                              |                                |